# Thomas W. Clyde
Le Thomas W. Clyde est un skipjack de la baie de Chesapeake construit en 1911 dans le Maryland. Il est l'un des 19 survivants de la flotte construite avant 1912.
C'est un bateau de pêche traditionnel de la baie, sloop à deux voiles équipé d'une dérive. Le skipjack est devenu Bateau d'État en 1985  
Il est inscrit au Registre national des lieux historiques depuis 1985.

## Galerie

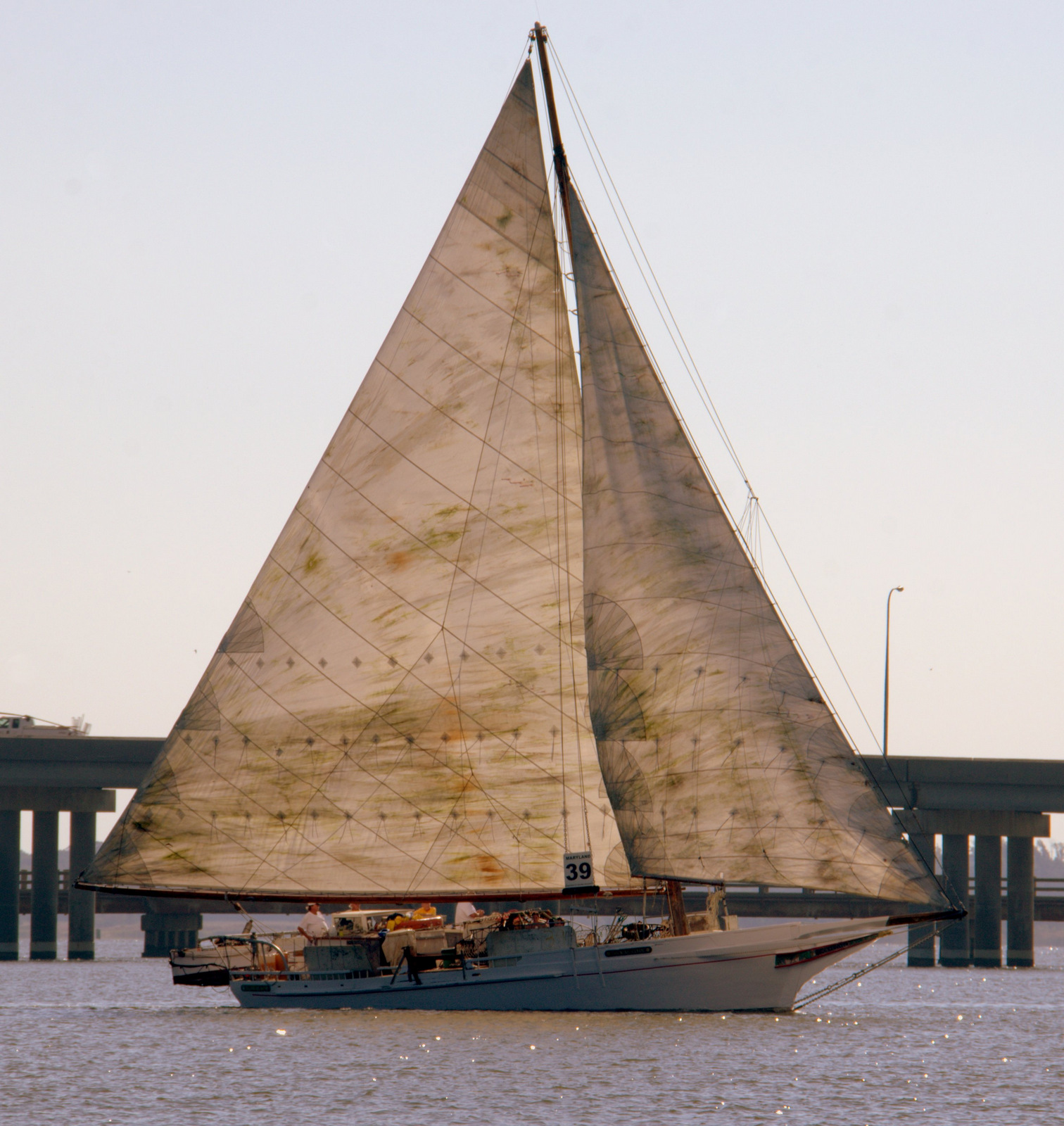
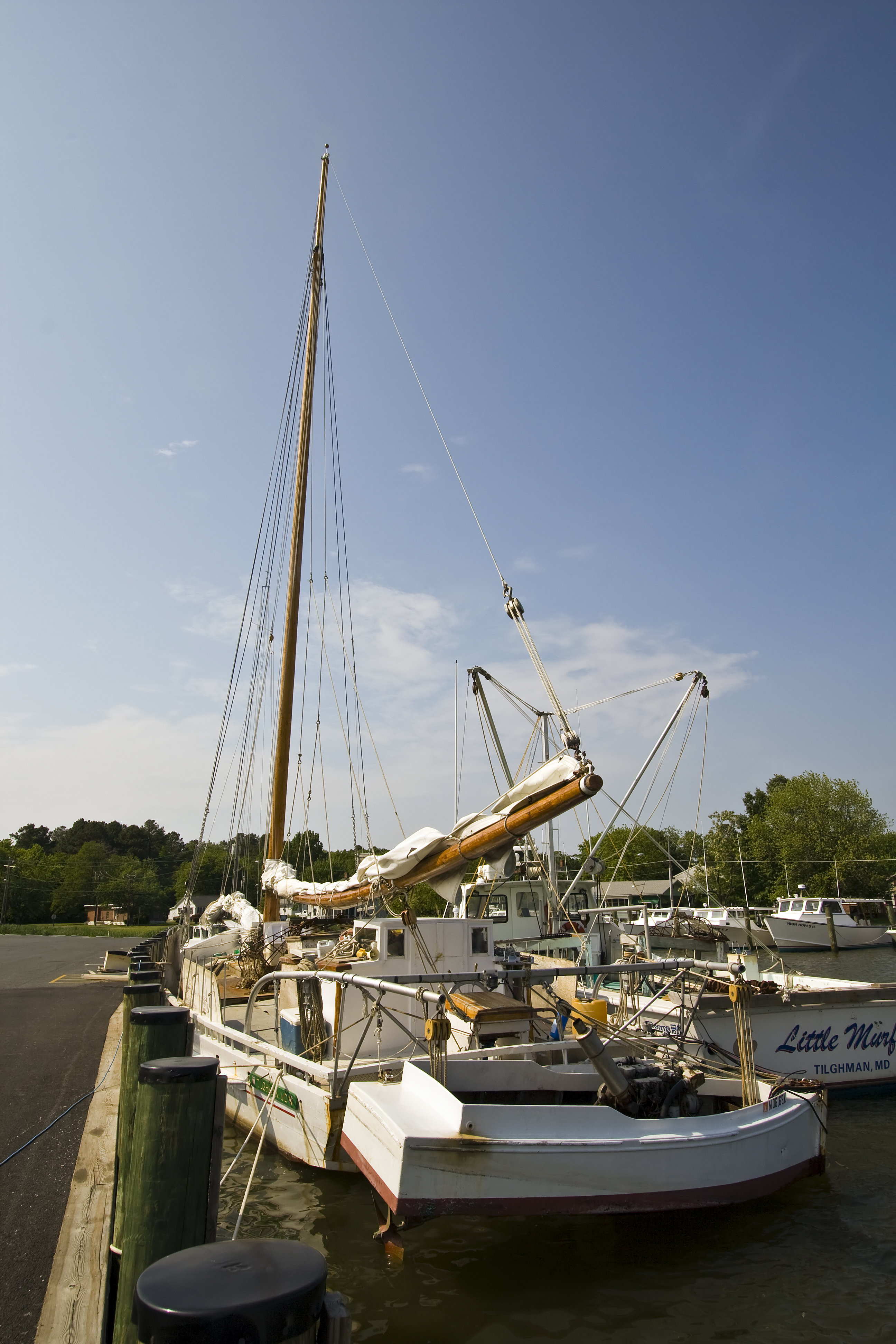
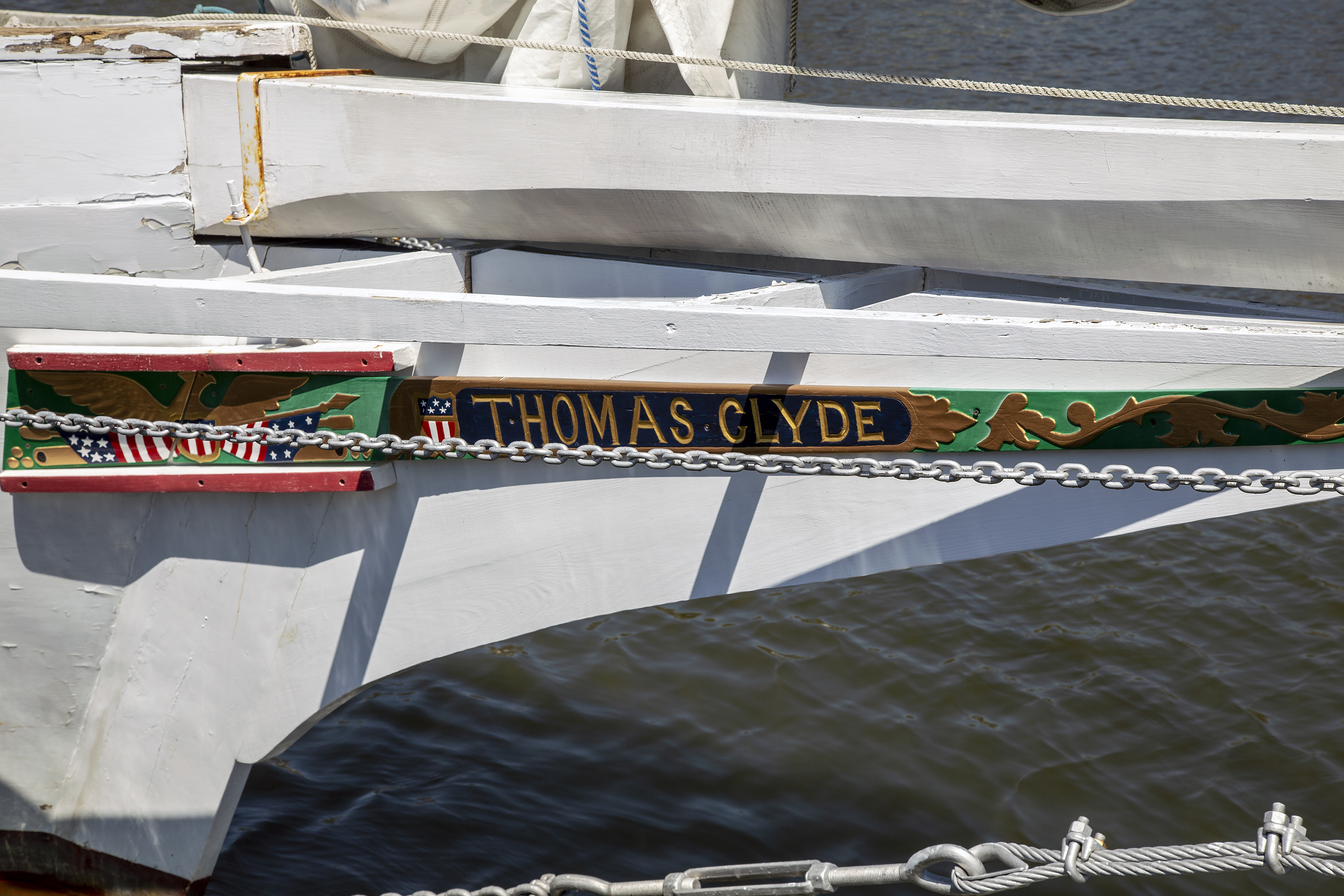